# Le Castellet (Var)
 Le Castellet  es una población y comuna francesa, que se encuentra en la región de Provenza-Alpes-Costa Azul, departamento de Var, en el distrito de Toulon y cantón de Le Beausset.

## Demografía
| 1236 | 1229 | 2048 | 2332 | 3084 | 3799 |
| Para los censos de 1962 a 1999 la población legal corresponde a la población sin duplicidades (Fuente: INSEE [Consultar]) |      |      |      |      |      |

## Lugares y monumentos
- Circuito Paul Ricard